# Klaus Artur Wicher

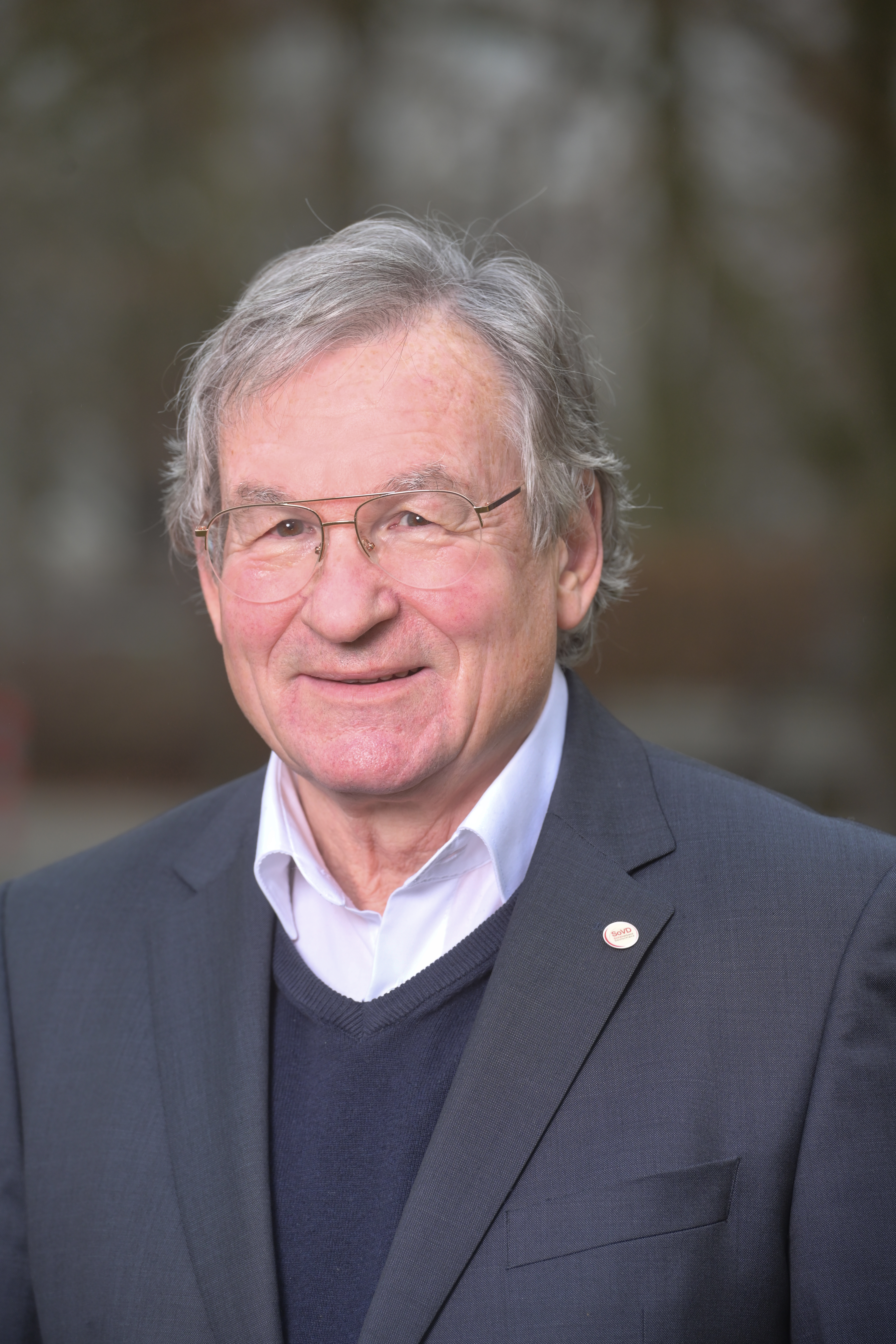
Klaus Artur Wicher (2021)

Klaus Artur Wicher (* 1948 in Hamburg) ist ein Funktionär im Sozialverband Deutschland e.V. (SoVD). Seit 2011 ist er 1. Landesvorsitzender des SoVD Hamburg und Mitglied des Bundesvorstandes.

## Leben
Im Jahr 2008 trat Klaus Wicher dem Sozialverband Deutschland SoVD bei. Zunächst wirkte er einige Jahre im SoVD Landesverband Hamburg als Vorsitzender des sozialpolitischen Ausschusses, dann als Beisitzer im Landesvorstand und stellvertretender. Landesvorsitzender. 2011 wurde er zum 1. Landesvorsitzenden in Hamburg gewählt und ist seitdem auch Mitglied im Bundesvorstand. Als Landesvorsitzender wurde er 2015 bestätigt. Im Bundesverband wurde er zum stellvertretenden Vorsitzenden des Organisationsausschusses und in den Aufsichtsrat des Immobilienunternehmens meravis gewählt.
Wicher führte betriebswirtschaftliches Handeln und Marketing zur Mitgliedergewinnung ein. In seiner Amtsperiode erreichte der Landesverband einen Mitgliederzuwachs und Umsatzsteigerungen. Der Landesverband wurde unter seiner Führung anerkannter Gesprächspartner relevanter Gruppen, Institutionen und Verbände, der Politik und des Senats in sozialpolitischen Fragen in Hamburg. Auf Bundesebene brachte er seine Vorschläge in den Bundesvorstand und Organisations- und Strategieausschuss ein. Er entwickelte mehrere Formate für die Öffentlichkeitsarbeit im Hamburger Landesverband und verstärkte den Bereich Marketing auch personell.
Er forderte in seiner Funktion als 1. Landesvorsitzender mehr soziale Gerechtigkeit und die zielgerichtete Bekämpfung der Armut in Hamburg. Es stellte einen Ansatz zur Bekämpfung der Langzeitarbeitslosigkeit vor, der in den Koalitionsvertrag von Rot/Grün in Hamburg (2015) einfloss.
Wicher veröffentlichte zahlreiche Bücher und Aufsätze zu den Themen Betriebliches Rechnungswesen, Pädagogik, Rehabilitation und Berufsbildung, Sozialmedizin, Sozialpolitik und Armut.

## Veröffentlichungen
- Betriebliches Rechnungswesen Band 1 –Buchführung im Großhandel – Wirtschaftsrechnen – Handelskalkulation, 3. Auflage, Denzau, Volker, Wicher, Klaus, Hamburg, 2001, Feldhaus Verlag Hamburg.
- Betriebliches Rechnungswesen Band 2 –Industriebuchführung (IKR), 3. Auflage, Denzau, Volker, Wicher, Klaus, Hamburg, 2001, Feldhaus Verlag Hamburg.
- Betriebliches Rechnungswesen Band 3 – Kosten- und Leistungsrechnung (KLAR), Denzau, Volker, Wicher, Klaus, Hamburg, 2001, Feldhaus Verlag Hamburg.
- Zukunft der Berufsausbildung in Europa, Wicher, Klaus, Firle, Ute, Volk-von Bialy, Helmut (Hrsg.), Hamburg, 2001, Feldhaus Verlag Hamburg.
- Innovative Praxis kaufmännischer Berufsbildung, Hofmeister, Wiebke, Reetz, Lothar, Wicher, Klaus (Hrsg.), Hamburg, 2002, Feldhaus Verlag Hamburg.
- Karrieren statt Barrieren, SGB IX – eine erste Bilanz, Kongress 2002, Memmler, Frank, Schäfer, Peter-Maria, Wicher, Klaus (Redaktion) Wertdruck GmbH & Co. KG, Hamburg 2002, ISBN 978-3-88264-397-8.
- Assessment – Voraussetzung für erfolgreiche Teilhabe am Arbeitsleben, Hamburg, 2003, Pechtold, Norbert, Wallrabenstein, Helmut, Weber, Andreas, Wicher, Klaus (Hrsg.), Feldhaus Verlag Hamburg.
- Aufmerksamkeitsdefizit, Hyperaktivität, Teilleistungsstörungen, Schulte-Markwort, Michael, Reich-Schulze, Eveline, Nolte, Marianne, Zimpel, André Frank, Goossens-Merkt Heinrich, Schlüter, Harald, Wicher, Klaus (Hrsg.), Hamburg, 2004, Feldhaus Verlag Hamburg.
- Innenansichten, Berufliche Rehabilitation, Außenansichten, Andreas Weber, Klaus Wicher (Hrsg.), Hamburg, 2004, Feldhaus Verlag Hamburg.
- Die Berufsförderungswerke – Netzwerk Zukunft, Kongress 2004, Seyd, Wolfgang, Thrun, Manfred, Wicher, Klaus (Hrsg.), Hamburg, 2004, Feldhaus Verlag Hamburg, ISBN 978-3-00-015081-4.
- Karrieren statt Barrieren – Integration im Wandel, Klaus Wicher (Hrsg.), Hamburg, 2005, Feldhaus Verlag Hamburg.
- Eigenverantwortlichkeit fördern – berufliche Perspektiven entwickeln, Tramm, Tade, Wicher, Klaus, Bischoff, Jürgen (Hrsg.), Hamburg 2006, Feldhaus Verlag Hamburg.
- Berufliche Rehabilitation – Qualifizieren – Stabilisieren – Integrieren, Tramm, Tade, Bischoff, Jürgen, Hofmeister, Wiebke, Volk-von Bialy, Herlmut, Wicher, Klaus (Hrsg.), Hamburg 2006, Feldhaus Verlag Hamburg.
- Individualisierung, Flexibilisierung – Zum Modellversuch „ReFlex“: Individualisiertees Rehabilitationskonzept mit flexiblen Berufszugangschancen, Kindervater, Angela, Seyd, Wolfgang, Wicher, Klaus (Hrsg.), Hamburg 2007, Feldhaus Verlag Hamburg.
- Das Prüferhandbuch, Eine Handreichung zur Prüfungspraxis in der beruflichen Bildung, Reetz, Lothar, Hewlett, Clive (Autoren), Biller, Annegret, Bischoff, Jürgen, Kahl-Andresen, Andreas, Steffens, Günther, Wicher, Klaus (Mitarbeiter), b+r Verlag, 2008, Hamburg.
- Betriebliches Eingliederungsmanagement, Wicher, Klaus, von Borstel, Brigitte (Hrsg.), Hamburg 2008, Feldhaus Verlag, ISBN 978-3-88264-475-3.
- Individuelle Integrationspfade für psychisch kranke und behinderte Menschen, Seyd, Wolfgang Wicher, Klaus, Bischoff, Jürgen, Firle, Michael (Hrsg.), Hamburg 2009, Feldhaus Verlag.
- Armes Reiches Hamburg – Metropole zwischen Wohlstand und Armut, Gerd Pohl, Klaus Wicher (Hrsg.), Hamburg 2011, VSA Verlag, ISBN 978-3-89965-471-4.
- Hamburg: Gespaltene Stadt? Soziale Entwicklungen in Metropolen, Gerd Pohl, Klaus Wicher (Hrsg.), Hamburg 2013, VSA Verlag, ISBN 978-3-89965-562-9.
- Altersarmut: Schicksal ohne Ausweg? Was auf uns zukommt, wenn nichts geändert wird, Klaus Wicher (Hrsg.), Hamburg 2017, VSA Verlag, ISBN 978-3-89965-759-3.
- Lebenswertes Hamburg, Herausgeber, mit Klaus Pohl, Hamburg 2019, VSA Verlag, ISBN 978-3-89965-892-7.